# Víctor Hiroshi Aritomi Shinto
Víctor Hiroshi Aritomi Shinto (Huancayo, 6 de setiembre de 1936) es un contador financiero peruano. Fue embajador del Perú en Japón desde 1991 hasta el 2000.

## Biografía
Víctor Aritomi estudió la carrera de Contabilidad Financiera en la Universidad Nacional Mayor de San Marcos,
donde Rosa Fujimori, la hermana mayor de  Alberto Fujimori, estudió Economía; su hija es Miriam.
Junto a su esposa Rosa Fujimori, Aritomi se encargó de manejar los fondos de la campaña presidencial de Cambio 90, administrando sus escasos recursos y donaciones. Aritomi era el encargado de la Secretaría Nacional de Prensa y Propaganda de Cambio 90.
De 1990 a 1991 fue representante de la Superintendencia Nacional de Aduanas y de Administración Tributaria y fue empleado de la empresa Matsushita Electric del Perú, S.A.
A partir del 11 de diciembre de 1990, Alberto Fujimori comunicó al Banco y al entonces embajador en Tokio Machiavello,
que la cuenta para donaciones de la Foundation Peru No Kodomo No Kikin (el bienestar de los niños del Perú) serían hechas directamente por el Sr. Víctor Aritomi, quien aún residía en Lima.

## Carrera diplomática
El 4 de enero de 1991, presentó su renuncia a su nacionalidad japonesa ante el Cónsul General del Japón en Lima. Y, en febrero de 1991, Alberto Fujimori nombró a su cuñado Aritomi como su embajador en Tokio.
El 15 de agosto de 1991, fue acreditado como embajador, convirtiéndose oficialmente en el titular de la cuenta de la embajada.
Los asuntos de cooperación económica internacional y donaciones fueron manejados en forma personal y reservada por Víctor Aritomi. No había funcionario que tuviera conocimiento ni informe oficial a la cancillería sobre los montos y donantes. Aritomi era el único que llevaba un registro personal y secreto de las donaciones. Luego de acompañar a Fujimori en su viaje de fuga, retornó a la embajada en Tokio para recoger el archivo de donaciones.
A los movimientos bancarias durante su gerencia pertenecía una transferencia de 25 millones de yenes equivalentes a 250 mil dólares. Fujimori pasó con Aritomi por un lapso de 9 h donde los abogados de Haridass Ho & Partners - Singapore y Josph Hoo Morris les aconsejaban. Se trataría de cambiar los nombres de empresas Infinity Limited y Peripheric Trading, de vender sus acciones.